# Quebec Remparts
Remparts de Québec – klub hokejowy grający w lidze LHJMQ. Drużyna ma swoją siedzibę w mieście Quebec w Kanadzie.
Współwłaścicielem klubu i trenerem jest Patrick Roy.
- Rok założenia: 1969
- Barwy: czerwono-biało-czarne
- Trener: Éric Veilleux
- Manager: Simon Gagné
- Hala: Videotron Centre

## Osiągnięcia
- Coupe du Président: 1970, 1971, 1973, 1974, 1976, 2023
- Memorial Cup: 1971, 2006, 2023
- Trophée Jean Rougeau: 1970, 1971, 1973, 1977, 1998, 1999, 2022, 2023